# Pourquoi je ne suis pas chrétien
Pourquoi je ne suis pas chrétien est un essai du philosophe britannique Bertrand Russell. Il s'agit à l'origine d'une conférence donnée le 6 mars 1927 à l'hôtel de ville de Battersea, sous les auspices de la National Secular Society, qui a ensuite été publiée sous forme de brochure, puis qui a été republiée plusieurs fois en anglais et traduite dans différentes langues. 

## Contenu
Russell commence par définir ce qu'il entend par le terme chrétien et se propose d'expliquer pourquoi il ne « croit pas en Dieu et en l'immortalité » et pourquoi il ne « pense pas que Jésus-Christ était le meilleur et le plus sage des hommes », deux choses qu'il juge «essentielles pour quiconque se qualifie de chrétien». Il considère un certain nombre d'arguments logiques pour l'existence de Dieu et entre dans les détails de la théologie chrétienne. Il développe ses arguments lors d'un raisonnement par l'absurde contre l'argument du design, et privilégie les théories de Darwin. 
Russell exprime également des doutes sur l'existence historique de Jésus, et remet en question la moralité de la religion, qui, selon lui, repose principalement sur la peur.

## Histoire
La première édition allemande a été publiée en 1932 par Kreis der Freunde monistischen Schrifttums, une association moniste de Dresde inspirée par Ernst Haeckel. En 1957, Paul Edwards préféra Russell à Ludwig Wittgenstein, alors plus à la mode, et publia l'essai et d'autres textes faisant référence au contexte de l'affaire Bertrand Russell. Russell s'était vu refuser un poste de professeur à New York pour ses opinions politiques et laïques et sa tolérance envers les comportements gays et lesbiens parmi les étudiants. Certains pays ont interdit le livre, notamment l'Afrique du Sud. La version améliorée a été republiée dans diverses éditions depuis les années 1960. La bibliothèque publique de New York l'a classée parmi les livres les plus influents du 20e siècle. 

### Ouvrages intitulés de la même manière par d'autres auteurs
- Pourquoi je suis athée est un essai du révolutionnaire indien Bhagat Singh, publié en 1930.
- Pourquoi je ne suis pas conservateur est un essai de l'économiste autrichien Friedrich Hayek, publié en 1960.
- Pourquoi je suis toujours chrétien est un livre du théologien catholique Hans Küng, publié en 1987.
- Pourquoi je ne suis pas musulman, par Ibn Warraq, est un livre de 1995 critiquant également la religion dans laquelle l'auteur a été élevé - dans ce cas, l'islam. L'auteur mentionne Pourquoi je ne suis pas chrétien vers la fin du premier chapitre, déclarant que bon nombre de ses arguments s'appliquent également à l'islam.
- Pourquoi je ne suis pas hindou, un livre de 1996 dans la même veine de Kancha Ilaiah, une militante opposée au système des castes indiennes.
- Pourquoi je ne suis pas laïc (2000) de William E. Connolly[4]
- Pourquoi je ne suis pas scientifique (2009)  (ISBN 0-520-25960-2), par l'anthropologue biologique Jonathan M. Marks
- Pourquoi je ne suis pas chrétien, par l'historien et philosophe Richard Carrier
- Pourquoi je ne suis pas communiste, par Karel Čapek, un essai de 1924 dans le magazine Přítomnost.
- Pourquoi je ne suis pas un dualiste de la propriété, un essai de John Searle dans lequel il critique la position philosophique du dualisme de la propriété.
- Comment j'ai cessé d'être juif, est un livre de 2014 de l'historien israélien Shlomo Sand.
- Pourquoi je suis chrétien, est un livre de 2003 de l'auteur anglais John Stott.
- Pourquoi je suis hindou, est un livre de 2018 de l'auteur indien Shashi Tharoor.